# Bella di giorno moglie di notte
Bella di giorno moglie di notte è un film del 1971, diretto da Nello Rossati.